# Koroknai Viktória
Koroknai Viktória (Székesfehérvár, 1979. június 2. –) kézilabdázó.
Koroknai már játszott a Fradiban, a Budapesti Kőbánya Spartacusban, a Vasasban, Kiskunhalason, Hódmezővásárhelyen, Veszprémben.
Eddigi pályája során már megjárta a junior válogatottat, ahol a 4. helyen zárt vele a magyar csapat. Nemzetközi mezőnyben szerepelt a 2006/2007-es idényben a Kiskunhalas gárdájával, és a csapat sokáig menetelt az EHF-Kupában.
A 2012/2013-as idényben a Haladás VSE játékosa.